# Danaphos asteroscopus
Espèce
Danaphos asteroscopus est une espèce de poissons téléostéens de la famille des Sternoptychidae.